# Birgitte von Halling-Koch
 Der er for få eller ingen kildehenvisninger i denne artikel, hvilket er et problem. Du kan hjælpe ved at angive troværdige kilder til de påstande, som fremføres i artiklen.

Birgitte von Halling-Koch (født 30. april 1943) er en dansk skuespiller.
von Halling-Koch var elev af Elna Brodthagen og Søren Weiss. Hun blev uddannet fra Skuespillerskolen ved Odense Teater i 1972. Hun har bl.a. været ansat ved Odense Teater og Det Danske Teater.
Datter af Percy von Halling-Koch.

## Udvalgt filmografi
- Fiskerne (1977)
- Krigernes børn (1979)
- Drengen der forsvandt (1984)
- Her i nærheden (2000)
- Dommeren (2005)